# 新山悦朗・春木艶子
新山悦朗・春木艶子（にいやまえつろう、はるきつやこ）は、日本の夫婦漫才のコンビ。生前は落語協会所属。
音曲漫才であった。戦前は別々のコンビで大阪を拠点であったが、1949年結婚。1950年頃、落語協会の所属となり東京の寄席の色物として活躍。戦後なじみだった大阪の道頓堀角座にも出演した。弟子に新山ノリロー・トリロー、新山ひでや、新山えつや、 ローカル岡などがいる。
艶子の没後、悦朗は漫談に転じた。

## メンバー
- 新山悦朗（にいやまえつろう、本名：渡辺次男　1915年11月15日 - 1973年5月5日）　長野県出身。

夫。ギター担当。大阪の出身、1937年漫才師に。艶子と組む前は千歳家歳男門下で「ミノル・アメオ」のアメオであった。後に漫談も行っていた。
艶子の没後は野球漫談やリズム漫談をしていた。1973年5月3日、脳溢血に倒れ　5月5日57歳で死去。
- 春木艶子（はるきつやこ、本名：渡辺ヤマ子　1907年11月25日 - 1970年2月24日）　神奈川県出身。

妻。三味線担当。悦朗と組む前は「叶家洋月・春木艶子」で新興キネマ演芸部所属であった。